# Maquette van Rome (Brussel)

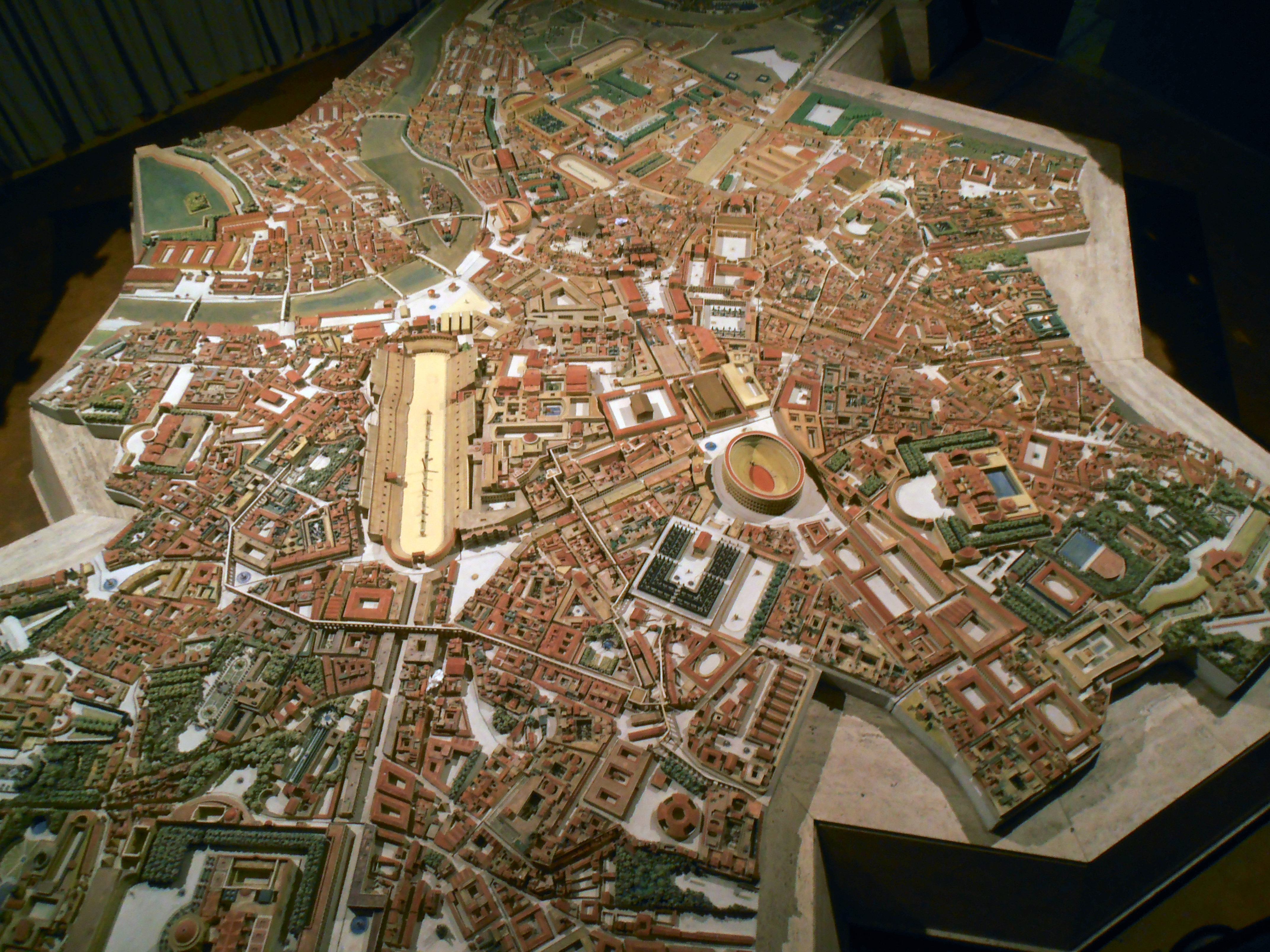
De Maquette van Paul Bigot

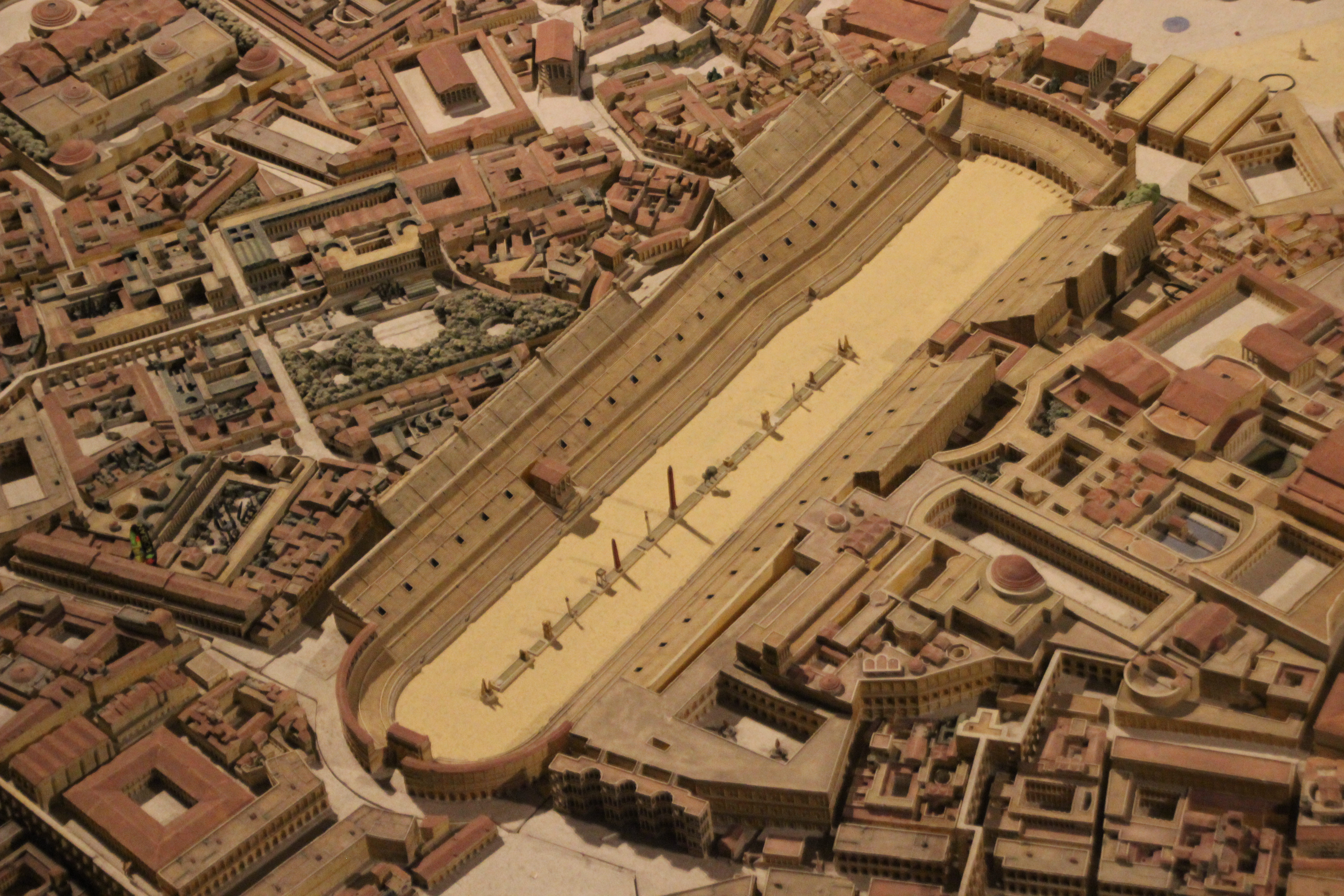
Het Circus Maximus

De maquette van Rome is een model dat de stad Rome aan het einde van de 4e eeuw uitbeeldt, gemaakt door de Franse architect Paul Bigot. Hij maakte in totaal vier maquettes, waarvan het mooiste exemplaar te bezichtigen is in het Museum Kunst & Geschiedenis in Brussel. De maquette op schaal 1/400 is elf op vier meter groot.

## Ontstaansgeschiedenis
Paul Bigot (1870-1942) won in 1900 de Premier Grand Prix de Rome die hem toeliet vijf jaar in de Villa Medici in Rome te verblijven. Elk jaar stuurde hij van daar een werkstuk naar Parijs en het laatste jaar maakte Bigot een schaalmodel van het Circus Maximus. Op basis daarvan begon hij aan een maquette van de hele stad Rome. De onafgewerkte maquette werd voor het eerst tentoongesteld in 1911 op de Internationale Tentoonstelling in Rome. In 1937 werd de afgewerkte maquette getoond op de Wereldtentoonstelling van Parijs. Bigot bleef daarna verder werken aan zijn maquette en verwerkte er nieuwe, archeologische inzichten in.

## Exemplaren
Bigot maakte vier gipsen modellen van zijn maquette, waarvan er twee verloren gingen. Het niet ingekleurde werkmodel van Bigot wordt bewaard aan de universiteit van Caen. Het enige overgebleven ingekleurde exemplaar bevindt zich in het Museum Kunst en Geschiedenis in het Jubelpark in Brussel. Deze maquette werd in 2019 opgeknapt en voorzien van een nieuwe presentatie.